# پوریا رحیمی سام
پوریا رحیمی سام (متولد بهمن ۱۳۶۱) بازیگر اهل ایران است.
او یکی از پرکارترین بازیگران عرصه تئاتر است. رحیمی فعالیت حرفه‌ای در سینما را از سال ۱۳۹۱ و با فیلم از جنوب شرقی به صورت رسمی آغاز نمود و با بازی درفیلم احتمال باران اسیدی در نقش کاوه به شهرت دست یافت. وی پیش از ورود به دانشگاه در گروه تئاتر مهرداد کوروش، اصول تئاتر را فرا گرفت و در دانشگاه هنر از رشته کارگردانی فارغ‌التحصیل شده است.
او برای بازی در فیلم زالاوا برنده سیمرغ بلورین بهترین بازیگر نقش مکمل مرد در سی و نهمین جشنواره فیلم فجر شد.
او با بازی در فیلم زالاوا در چهاردهمین جشن بزرگ منتقدان و نویسندگان سینمایی ایران نامزد دریافت جایزه بهترین بازیگر نقش مکمل مرد شد.

## فیلم‌شناسی[۴]

### سینما
| سال  | نام                | کارگردان          |
| ---- | ------------------ | ----------------- |
| ۱۴۰۳ | بازی را بکش        | محمدابراهیم عزیزی |
| ۱۴۰۱ | مرزهای بی پایان    | عباس امینی        |
| ۱۴۰۱ | بعد از رفتن        | رضا نجاتی         |
| ۱۳۹۹ | زالاوا             | ارسلان امیری      |
| ۱۳۹۸ | قصیده گاو سفید     | بهتاش صناعی‌ها     |
| ۱۳۹۶ | من می‌ترسم          | بهنام بهزادی      |
| ۱۳۹۶ | جاده قدیم          | منیژه حکمت        |
| ۱۳۹۶ | چهارراه استانبول   | مصطفی کیایی       |
| ۱۳۹۵ | کوپال              | کاظم ملایی        |
| ۱۳۹۵ | بی‌نامی             | علیرضا صمدی       |
| ۱۳۹۵ | اسرافیل            | آیدا پناهنده      |
| ۱۳۹۳ | احتمال باران اسیدی | بهتاش صناعی‌ها     |
| ۱۳۹۳ | عصر یخبندان        | مصطفی کیایی       |
| ۱۳۹۳ | ناهید              | آیدا پناهنده      |
| ۱۳۹۱ | از جنوب شرقی       | آیدا پناهنده      |
| ۱۳۹۰ | ضدگلوله            | مصطفی کیایی       |

### تلویزیون
| سال  | نام                          | کارگردان       |
| ---- | ---------------------------- | -------------- |
| ۱۳۹۷ | نجوا                         | ابراهیم شیبانی |
| ۱۳۹۴ | آبروی از دست رفته آقای صادقی | آیدا پناهنده   |
| ۱۳۹۴ | حالت خاص                     | افشین اربابی   |

### نمایش خانگی
| سال  | نام          | کارگردان       |
| ---- | ------------ | -------------- |
| ۱۳۹۸ | کرگدن        | کیارش اسدی‌زاده |
| ۱۴۰۰ | خسوف         | مازیار میری    |
| ۱۴۰۳ | در انتهای شب | آیدا پناهنده   |
| ۱۴۰۳ | گردن زنی     | سامان سالور    |

### فیلم کوتاه
حافظ (۱۳۹۲)

## تئاتر
- کنسرت نمایش ده سال تنهایی، نویسنده و کارگردان:اشکان خطیبی، سال ۱۳۹۷، تالار وحدت[۷]
- نمایش سه خواهر، نویسنده:آنتوان چخوف، کارگردان:محمد حسن معجونی، سال ۱۳۹۶، دو دوره اجرا، دوره اول اجرا تماشاخانه پالیز-سالن یک و دوره دوم اجرا سالن سمندریان[۸]
- نمایش آخرین نامه، نویسنده و کارگردان:مهرداد کوروش نیا، سه دوره اجرا، دوره اول سالن سایه سال ۱۳۹۳، دوره دوم سالن تئاتر باران سال ۱۳۹۴، دوره سوم تماشاخانه پالیز-سالن دو، سال ۱۳۹۶
- نمایش یافت آباد، نویسنده و کارگردان::سید محمد مساوات، سال ۱۳۹۵، سالن سمندریان[۹]
- نمایش پینوکیا، نویسنده: استفانو بننی، کارگردان:شهره سلطانی، سال ۱۳۹۴، سالن ناظرزاده کرمانی[۱۰]
- نمایش بهار و آدم‌برفی، نویسنده و کارگردان:ناصح کامگاری، سال ۱۳۹۰، سالن قشقایی[۱۱]